# 渡辺博也
渡辺 博也（わたなべ ひろや、1951年7月24日 - ）は、愛知県豊川市出身の作曲家、編曲家。

## 主な作品

### 映画
- ビー・バップ・ハイスクール（1985年、東映）
- やるときゃやるぜ! COME BACK HERO（1987年、ジョイパックフィルム）

### テレビドラマ
- 思えば遠くへ来たもんだ（1981年、TBS）
- 続・思えば遠くへ来たもんだ（1981年、TBS）
- 金曜日の妻たちへ（1983年-1985年、TBS）
- さよならを教えて（1983年、毎日放送）
- 特命刑事ザ・コップ（1985年、テレビ朝日）
- 早春物語（1986年、TBS）
- 時にはいっしょに（1986年、フジテレビ）
- 男たちによろしく（1987年、TBS）
- 魚河岸ものがたり（1987年、NHK総合）
- 赤ちゃんに乾杯!（1987年、TBS）
- 続・イキのいい奴（1988年、NHK総合）
- 神戸の美女は三代目（1989年、MBS/TBS）
- 雨よりも優しく（1989年、TBS）
- 教師びんびん物語II（1989年、フジテレビ）
- 炎の旅路（1990年、東海テレビ）
- びんた（1990年、TBS）
- 日本一のカッ飛び男（1990年、フジテレビ）
- 川は泣いている（1990年、テレビ朝日）
- 雪の蛍（1991年、東海テレビ）
- 逢いたい時にあなたはいない…（1991年、フジテレビ）
- 七人の女弁護士 第2シリーズ（1991年、テレビ朝日）
- しあわせの決断（1992年、フジテレビ）
- 結婚の理想と現実（1991年、フジテレビ）
- あの頃のあなたへ（1993年、日本テレビ）
- 女検事の捜査ファイル（1993年、テレビ朝日）
- 七人の女弁護士 第3シリーズ（1993年、テレビ朝日）
- 魅せられて（1994年、東海テレビ）
- 新・女弁護士 朝吹里矢子（1994年 - 2000年、テレビ朝日）
- あなたが好きです（1994年、東海テレビ）
- 大家族ドラマ 嫁の出る幕（1994年、テレビ朝日）
- Missダイヤモンド（1995年、テレビ朝日）
- ひと夏のプロポーズ（1996年、TBS）
- もう大人なんだから!（1996年、毎日放送）
- 変（1996年、テレビ朝日）
- はるちゃん（1996年 - 2002年、東海テレビ）
- 京都祇園入り婿刑事事件簿（1997年 - 2005年、フジテレビ）
- 七人の女弁護士 2時間スペシャル（1997年、テレビ朝日）
- あしたは晴れる（1997年、毎日放送）
- 幽霊ママ（1998年、TBS）
- ベストフレンド（1999年、テレビ朝日）
- 離婚計画〜いつか愛したあなたへ〜（2000年、TBS）
- サラリーマン金太郎2（2000年、TBS）
- ドレミソラ（2002年、毎日放送）
- ショコラ（2003年、TBS）
- 猪熊夫婦の駐在日誌（2004年 - 2007年、テレビ東京）
- ゆっくり歩け、空を見ろ（2008年、関西テレビ）

### テレビアニメ
- 天空戦記シュラト（1989年、テレビ東京）

### OVA
- ジャスティ（1985年、スタジオぴえろ）
- トゥインクルハート 銀河系までとどかない（1986年）
- 宇宙家族カールビンソン（1988年）
- 左のオクロック!!（1989年、徳間ジャパン）
- 妖魔（1989年、アニメイトフィルム）
- 魔獣戦線（1990年）
- 魔物ハンター妖子（1990年 - 1995年）
- Dr（ドク） タイフーン（1991年）
- スローステップ（1991年）
- 天空戦記シュラト 創世への暗闘（1991年 - 1992年）

### オリジナルアルバム
- ファントム無頼 (1985年)

## 楽曲提供
- 麻倉未稀
  - 黄昏ダンシング（作曲・編曲）
  - 想い出に愛をこめて
- 鮎川麻弥
  - Rolling Night Party（作曲・編曲）
  - Windy Sensation（編曲）
  - Personality（編曲）
  - Still Love You（編曲）
  - ガラスのBeat Way（作曲・編曲）
  - Stop! In The Name Of Love（編曲）
  - Take Off My Heart（作曲・編曲）
  - ため息はピアニッシモで（編曲）
  - ドリーム The Dream（編曲）
  - Z・刻をこえて（編曲）
  - 星空のBelieve（編曲）
  - キャンディ・ゲーム Candy Bar（編曲）
  - モザイクのクィーン（作曲・編曲）
  - シークレット・ラブ（編曲）
  - 幸福のセオリー（編曲）
  - 愛はロマネスク YOU'RE MY HEART, YOU'RE MY SOUL（編曲）
  - Who is it?（作曲・編曲）
  - Good Vibration（編曲）
  - 何も言わないで・・・（編曲）
  - Rainy Magic（編曲）
  - Silver Moon（編曲）
  - ハイヌーン ボディー（編曲）
  - とびきりSEXY MAGIC（作曲・編曲）
- 石野真子
  - 空にカンバス
  - 雨だれのイヤリング
- 岡田奈々
  - 長い夜
- 荻野目洋子
  - ベルベットの悪戯
  - Rain―夏をつれさる雨―
  - ひと夏だけの天使
- 柏原芳恵
  - 太陽は知っている（編曲）
  - 人生GAME（編曲）
  - センチメンタル・ホテル（編曲）
  - 元気でね…（編曲）
  - 一人七色（編曲）
  - 夢以上・恋以上（編曲）
  - グッドバイ・セレモニー ‐ロンリーハート達の街角-（編曲）
  - 都会のマーメイド（編曲）
- 椎名恵
  - Tight Night
  - shyなboy
  - I Miss You
  - Slow Shadow
- 清水咲斗子
  - Truth（作曲・編曲）
  - キャラバン友情（作曲・編曲）
- 少女隊
  - Misty Morning Stranger
- 高橋洋子
  - P.S. I miss you
- 富田靖子
  - 悲しきチェイサー
- 浜田朱里
  - 哀・私小説
- 古谷一行
  - 17才の頃

| スタブアイコン | サブスタブ | この項目は、まだ閲覧者の調べものの参照としては役立たない、音楽関係者（バンド等）に関連した書きかけの項目です。この項目を加筆・訂正などしてくださる協力者を求めています（P:音楽/PJ:芸能人）。 |